# Lac Wickenden
49° 33′ 08″ N, 63° 03′ 51″ O
Pour les articles homonymes, voir Wickenden.
Le lac Wickenden est le plus grand lac de île d'Anticosti, situé dans la municipalité de L'Île-d'Anticosti, dans le fleuve Saint-Laurent, dans la municipalité régionale de comté (MRC) de Minganie, dans la région administrative de la Côte-Nord, dans la province de Québec, au Canada.

## Toponymie
Des cartes géographiques de la fin des années 1930, indique "Wickenden Lake". Ce lac a été nommé d'après Henri Robert Wickenden qui a travaillé sur l'île d'Anticosti pour la Wayagamack Paper Corporation dans les années 1920. Wickenden a aussi exercé comme directeur forestier de la Wayagamack Pulp and Paper Company. En 1926, son équipe a évalué le potentiel économique des forêts anticostiennes; l'équipe de Wickenden tira des conclusions positives recommandant ce projet d'acquisition. Wickenden représentait alors l'Anticosti Corporation; cette société regroupait alors la Wayagamack, la St.Maurice Valley Corporation et la Port Alfred Pulp and Paper Company. Le 29 juillet 1926, cette société se porta acquéreur de l'île; le vendeur étant le sénateur français Gaston Menier.
Le toponyme « lac Wickenden » a été officialisé le 5 décembre 1968 par le gouvernement du Québec.

## Géographie
Formée lors de la dernière grande période glaciaire, ce lac fait partie du versant sud de l'île d'Anticosti, se déversant par la rivière Jupiter. Plusieurs lacs des environs sont entourés de petites zones de marais.
Le lac Wickenden comporte une longueur de 4,5 km, une largeur de 3,6 km et une altitude de 196 m. Une bande de terre sépare le Lac de la Tête et le lac Wickenden.
Le hameau Wickenden est situé au fond d'une baie de la rive ouest du lac. Un second hameau désigné Lac-de-la-Tête est situé à 0,5 km au nord-ouest du premier. Une route d'accès (venant de l'ouest) dessert ce hameau et la rive sud du lac.
À l'ouest du lac se retrouve la forêt rare du Lac-Wickenden, un écosystème forestier exceptionnel du Québec de 114 ha protégeant une forêt de mélèze laricin qui s'est développé après un feu de forêt, un type de peuplement que l'on retrouve normalement dans le Grand Nord québécois et dans l'Ouest canadien.